# Курманаево (Аургазинский район)
Курманаево (баш. Ҡорманай) — деревня в  Уршакском сельсовете  Аургазинского района Республики Башкортостан России.
С 2005 современный статус.

## Географическое положение
Расстояние до:
- районного центра (Толбазы): 23 км,
- центра сельсовета (Староабсалямово): 5 км,
- ближайшей железнодорожной станции (Давлеканово): 50 км.

## История
Название происходит от личного имени Ҡорманай.
В «Списке населенных мест по сведениям 1870 года», изданном в 1877 году, населённый пункт упомянут как деревня Курманаева 1-го стана Стерлитамакского уезда Уфимской губернии. Располагалась при речке Аургазе, по левую сторону Оренбургского почтового тракта из Стерлитамака в Уфу, в 60 верстах от уездного города Стерлитамака и в 18 верстах от становой квартиры в деревне Толбазы (Адиль-Муратова). В деревне, в 144 дворах жили 1120 человек (552 мужчины и 568 женщин, мещеряки, тептяри), были 2 мечети, 2 училища, 3 водяные мельницы. Жители занимались земледелием, скотоводством, пчеловодством.
Статус деревня село получило согласно Закону Республики Башкортостан от 20 июля 2005 года N 211-з «О внесении изменений в административно-территориальное устройство Республики Башкортостан в связи с образованием, объединением, упразднением и изменением статуса населенных пунктов, переносом административных центров», ст.1:

6. Изменить статус следующих населенных пунктов, установив тип поселения — деревня:
 
5)  в Аургазинском районе:…

э) села Курманаево Уршакского сельсовета

## Население
| 2002 | 2009 | 2010 |
| ---- | ---- | ---- |
| 324  | ↘301 | ↗306 |

Национальный состав
Согласно переписи 2002 года, преобладающая национальность — татары (96 %).

## Известные уроженцы
- Газиев Ислам Гареевич (род. 30 сентября 1929 года) — машинист экскаватора треста «Востокпроводмеханизация», Герой Социалистического Труда, Отличник газовой промышленности СССР (1974).
- Газиев Идрис Мударисович (род. 21 апреля 1960 года) — певец, народный артист РБ (1993) и РТ (2002), кандидат искусствоведения (2009).